# Fanfan la Tulipe (chanson)
Pour les articles homonymes, voir Fanfan la Tulipe.
Fanfan la Tulipe est une chanson écrite par le chansonnier et goguettier français Émile Debraux en 1819 sur un air populaire anonyme du XVIIIe siècle (Titre original : Marche des Grenadiers)[réf. souhaitée], et reprise entre autres en 1985 par Dorothée dans le programme musical Discopuce de l'émission jeunesse Récré A2, sur la chaîne Antenne 2.
Cette chanson est à l'origine du personnage de Fanfan la Tulipe, qui est devenu par la suite le héros de pièces de théâtres, d'opérettes ou de films.
Elle a ainsi inspiré une pièce de théâtre à Paul Meurice en 1859 et à Edmond Lepelletier en 1896, une opérette à Louis Varney en 1882, un roman et un scénario de Pierre-Gilles Veber et un film de René Leprince en 1925, un film de Christian-Jaque, Fanfan la Tulipe, sorti en 1952. Un remake de ce film, réalisé par Gérard Krawczyk, est sorti en 2003.

## Paroles
I
Comme l'mari d'notre mère
Doit toujours s'app'ler papa,
Je vous dirai que mon père
Un certain jour me happa,
Puis me m'nant jusqu'au bas de la rampe
M'dit ces mots qui m'mirent tout sens d'ssus d'ssous :
J'te dirai, ma foi,
Qui gnia plus pour toi
Rien chez nous,
V'là cinq sous,
Et décampe.
Refrain
En avant,
Fanfan la Tulipe,
Oui, mill' noms d'un' pipe,
En avant !
II
Puisqu'il est d'fait qu'un jeune homme,
Quand il a cinq sous vaillant,
Peut aller d'Paris à Rome,
Je partis en sautillant.
L'premier jour j'trottais comme un ange
Mais l'lend'main je mourais quasi d'faim.
Un r'cruteur passa
Qui me proposa,
Pas d'orgueil,
J'm'en bats l'œil,
Faut que j'mange
III
Quand j'entendis la mitraille,
Comm' je r'grettais mes foyers !
Mais quand j'vis à la bataille
Marcher nos vieux grenadiers ;
Un instant nous somm's toujours ensemble,
Ventrebleu ! me dis-je alors tout bas :
Allons, mon enfant,
Mon petit Fanfan,
Vite au pas,
Qu'on n'dis' pas
Que tu trembles
IV
En vrai soldat de la garde,
Quand les feux étaient cessés,
Sans r'garder à la cocarde,
J'tendais la main aux blessés ;
D'insulter des hommes vivant encore
Quand j'voyais des lâches se faire un jeu,
Quoi ! Mille ventrebleu !
Devant moi, morbleu !
J'souffrirais
Qu'un Français
S'déshonore !
V
Vingt ans soldat, vaill' que vaille,
Quoiqu'au d'voir toujours soumis,
Un' fois hors du champ d'bataille
J'n'ai jamais connu d'enn'mis.
Des vaincus la touchante prière
M'fit toujours voler à leur secours ;
P'têt' c'que j'fais pour eux,
Les malheureux
L'f'ront un jour
A leur tour
Pour ma mère
VI
A plus d'un' gentill' friponne
Maintes fois j'ai fais la cour,
Mais toujours à la dragonne,
C'est vraiment l'chemin l'plus court.
Et j'disais quand un'fille un peu fière
Sur l'honneur se mettait à dada :
N'tremblons pas pour ça,
Ces vertus-là
Tôt ou tard
Finiss'nt par
S'laisser faire.
VII
Mon père, dans l'infortune,
M'app'la pour le protéger ;
Si j'avais eu d'la rancune,
Quel moment pour me venger !
Mais un franc et loyal militaire
D'ses parents doit toujours être l'appui :
Si j'n'avais eu qu'lui
Je s'rais aujourd'hui
Mort de faim ;
Mais enfin
C'est mon père.
VIII
Maintenant je me repose
Sous le chaume hospitalier
Et j'y cultive la rose,
Sans négliger le laurier,
D'mon armur' je détache la rouille.
Si le Roi m'app'lait dans les combats,
De nos jeun's soldats
Guidant les pas,
J'm'écrierais :
J'suis français !
Qui touch' mouille.